# Bruley
Bruley település Franciaországban, Meurthe-et-Moselle megyében. Lakosainak száma 616 fő (2022. január 1.). Bruley Bouvron, Écrouves, Foug, Laneuveville-derrière-Foug, Lucey, Pagney-derrière-Barine és Toul községekkel határos.

## Népesség
A település népességének változása:
| Lakosok száma | 350  | 382  | 539  | 579  | 608  | 618  | 610  | 609  | 609  | 616  |
|               | 1968 | 1982 | 1990 | 2006 | 2013 | 2015 | 2017 | 2019 | 2020 | 2022 |